# Dimitri Mitropoulos
Dimitri Mitropoulos (gr. Δημήτρης Μητρόπουλος; ur. 18 lutego?/1 marca 1896 w Atenach, zm. 2 listopada 1960 w Mediolanie) – grecki kompozytor, dyrygent i pianista; w 1946 naturalizowany w USA.

## Życiorys
W latach 1910–1920 studiował w konserwatorium w Atenach grę na fortepianie u Ludwiga Wassenhovena (dyplom ze złotym medalem w 1919) oraz teorię muzyki i kompozycję u Armanda Marsicka. W 1920 wyjechał do Brukseli na dalsze studia kompozytorskie u Paula Gilsona i organowe u Alphonse’a Desmeta, ale zaledwie rok później przeniósł się do Berlina, gdzie przez trzy sezony (1921–1924) był zatrudniony w Staatsoper Unter den Linden jako korepetytor i asystent Ericha Kleibera. Równocześnie studiował kompozycję u Ferruccio Busoniego.
W 1924 wrócił do Grecji i w latach 1927–1937 był pierwszym dyrygentem orkiestry ateńskiego konserwatorium, a w latach 1930–1937 prowadził tam także klasę kompozycji i analizy muzycznej. W tym czasie kilkakrotnie występował jako pianista, wykonując utwory solowe i kameralne, a także w podwójnej roli pianisty-dyrygenta w III Koncercie fortepianowym Prokofiewa, wywołując tym sensację w Berlinie (w 1930) i w Paryżu (w 1932). W następnych latach zdobył międzynarodowe uznanie, dyrygując gościnnie wieloma orkiestrami w Europie oraz w USA (po tym, jak Siergiej Kusewicki zaprosił go w 1936 do dyrygowania Bostońską Orkiestrą Symfoniczną).
Od 1937 do 1949 był dyrektorem muzycznym Minneapolis Symphony Orchestra (obecnie Minnesota Orchestra). W latach 40. dał setki koncertów w całych Stanach Zjednoczonych, dyrygując nie tylko orkiestrą z Minneapolis, ale także NBC Symphony Orchestra, Filharmonią Nowojorską, Orkiestrą Filadelfijską, Los Angeles Philharmonic i innymi. W sezonie 1949/1950 wraz z Leopoldem Stokowskim pełnił funkcję dyrektora muzycznego Filharmonii Nowojorskiej, a od 1950 do 1957 już samodzielnie.
W ostatnich latach życia (1954–1960) zajmował się głównie muzyką sceniczną, dyrygując przedstawieniami operowymi w nowojorskiej Metropolitan Opera, a także we Florencji, Mediolanie, Salzburgu i Wiedniu. Był również zapraszany do prowadzenia wielu koncertów symfonicznych w prestiżowych salach koncertowych Europy. Zmarł na atak serca podczas próby III Symfonii Gustava Mahlera w mediolańskiej La Scali.

## Osiągnięcia
Jako wykonawca Mitropoulos poświęcił się głównie popieraniu muzyki współczesnej, zwłaszcza tzw. nowej muzyki. Wprowadził do amerykańskiego życia koncertowego dzieła Albana Berga, Arnold Schönberga, Paula Hindemitha, Ernsta Křeneka, Heitora Villi-Lobosa, Samuela Barbera i innych. Był też stałym orędownikiem i znakomitym interpretatorem muzyki Mahlera, na długo przed tzw. „Renesansem Mahlera” w latach 60.; W 1940 został uhonorowany medalem American Mahler Society.
Wspomagany niezwykłą pamięcią dyrygował bez partytury ogromną liczbę utworów z bogatego repertuaru klasycznego i romantycznego oraz prawykonań światowych lub amerykańskich. Jego sugestywne interpretacje charakteryzowały się dbałością o przejrzystość konstrukcji i cyzelowaniem detali.

## Twórczość
Jego utwory można podzielić na dwa okresy kompozytorskie: do 1920 i do 1930. We wczesnych pracach początkowo dominował styl romantyczny, pochodzenia francuskiego lub niemieckiego (Tafi, 1915), potem wyraźny stał się idiom impresjonistyczny (opera Sœur Béatrice, 1920). Po zetknięciu się w Berlinie z muzyką Schönberga, Igora Strawinskiego i Béli Bartóka, Mitropoulos był pierwszym greckim kompozytorem, który w swoich dojrzałych dziełach z lat 1924–1928 posługiwał się nowoczesnymi technikami i stylami, takimi jak atonalność (Passacaglia, Intermezzo e Fuga, 1924), dodekafonia (Ostinata in tre parti, 1927), nowy folkloryzm (Tessares kythiraïkoi choroi, 1926) i neoklasycyzm (Concerto grosso, 1928). Nowatorska była również jego późna muzyka incydentalna do dramatu antycznego (Electra, 1936; Hippolytus, 1937).

## Wybrane kompozycje
(na podstawie materiałów źródłowych)

### Utwory sceniczne
- Sœur Béatrice, opera; libretto Maurice Maeterlinck (1920); wyst. Ateny, 1920
- Electra, muzyka incydentalna.; tekst: Sofokles (1936); wyst. Ateny, 1936
- Hippolytus, muzyka incydentalna.; tekst: Eurypides (1937); wyst. Ateny, 1937

### Utwory orkiestrowe
- Tafi, poemat symfoniczny (1915)
- La mise au tombeau de Christ (1916)
- Concerto grosso (1928)

### Utwory kameralne
- Conzert-Stück/ Un morceau de concert (albo Sonata c-moll) na skrzypce i fort. (1913)
- Danse des faunes/satyres na kwartet smyczkowy (1915)
- Ostinata in tre parti na skrzypce i fort. (1927)

### Utwory fortepianowe
- Rêveries au bord de la mer (1912)
- Un poème triste (1912)
- Scherzo Es-dur (1912)
- Sonata „I psychi mou” Es-dur (1915)
- Béatrice (1915)
- Scherzo „Spithes eftychias” f-moll (1916)
- Skinai apo ton stratona (1917)
- Fête Crétoise (1919)
- Eine griechische Sonate (1920)
- Passacaglia, Intermezzo e Fuga (1924)
- Tessares kythiraïkoi choroi (1926)

### Utwory wokalne
- O korniachtos na 4 głosy męskie, (1914)
- Hedonica, cykl pieśni (1927)
- Amalia na 3 głosy żeńskie, (1934)